# Estany d'Aiguaclara
L'Estany d'Aiguaclara ocupa una superfície de 18,4 hectàrees i es localitza al nord de la carretera C-260, d'Olot a Roses, al municipi de Castelló d'Empúries.
La zona humida Estany d'Aiguaclara", de 65,05 Ha, inclou l'estany Pericot i, a més, les closes situades al nord de l'estany que limiten amb el rec del Mig. Forma una unitat amb l'estany de Palau, fins a arribar a l'estany de Vilaüt. Aquest espai forma part de la Reserva Natural Integral "Els Estanys" i és gestionat com a zona humida.
Tanmateix, l'entrada d'aigua marina havia alterat de forma notable les seves característiques ecològiques. Les entrades d'aigua
salobre es produïen per l'obertura al mar del rec del Mig, que actualment està controlada per l'acció d'una comporta
basculant. Les comunitats halofítiques de l'espai (canyissars, jonqueres, etc.) eren desplaçades per salicornars i altres espècies i comunitats més pròpies dels salobrars. Des de la direcció del Parc natural, conscients d'aquesta problemàtica, es van començar a realitzar actuacions per tal de revertir aquesta situació i regenerar els hàbitats d'aigua dolça. Es pot dir que, en l'última revisió del present inventari (desembre 2006), la cobertura de canyissar i els poblaments de jonques (Scirpus spp.) han guanyat una importància notable a l'espai que també es troba delimitat per tamarius.
Pel que fa a la fauna, l'espai destaca per ser una important zona de nidificació del bitó.
L'espai presenta diverses figures de protecció. Forma part del Parc Natural dels Aiguamolls de l'Empordà i s'inclou
també dins l'espai del PEIN i la Xarxa Natura 2000 ES0000019 "Aiguamolls de l'Empordà". A més presenta una quarta
figura de protecció, la Reserva natural integral de "Els Estanys".